# 嵐山捨吉
嵐山 捨吉（あらしやま すてきち、安政6年（1859年） - 明治43年（1910年）10月4日）は、越前国足羽郡（現福井県福井市）出身の元大相撲力士。本名は佐々木 捨吉（のち八太夫）。京都相撲（松ヶ枝部屋）から東京（藤嶋→伊勢ノ海→千賀ノ浦）を経て最終的には小野川部屋（大阪相撲）所属。最高位は東京では小結、大阪・京都では大関を務めた。

## 略歴
初め京都相撲の松ヶ枝政右衛門の弟子となり石火矢から隅田川と名乗り二段目まで進んだ。明治17年（1884年）1月東京相撲に加入。嵐山 捨吉を名乗って幕下中位に付け出されると19年（1886年）5月に入幕、21年5月小結に進んだ（張出小結の第1号）。しかし1場所で平幕に下がり23年（1890年）5月全休して東京を去った。
24年（1891年）9月大阪の10代小野川（元横綱八陣信蔵）門下となり前頭3枚目に嵐山 八太夫の名で付けられるといきなり5勝2分と東京三役の実力を見せた。25年（1892年）9月小結、26年（1893年）10月新大関でこの3場所いずれも土付かずと活躍したが、以後は休場がちだった。
30年（1897年）9月まで大関を5場所務めた後は古巣の京都へ戻り、32年（1899年）4月大関で出場、しかし得意の左差しになっても勝てないほど衰えていたという。晩年は福井に戻った。43年（1910年）10月4日51歳で没した。
1888年1月場所8日目（1月12日）の相生芳藏との対戦では、自身の廻しが取れるという珍事が発生している（記録に残っている物〈明治時代以降〉としては史上初の出来事）。当時は不浄負けとならず取り直しとなり、勝負が付かず引き分けになったと伝わっている。

## 主な成績
- 幕内9場所　26勝21敗11分7預16休（東京）
- 幕内7場所　18勝3敗7分2預30休　（大阪）